# Вангной – Каенгкой
Вангной – Каенгкой — газопровід в центральній частині Таїланду.
Ще на початку 1980-х років до провінції Сарабурі подали блакитне паливо по трубопроводу Бангпаконг – Талуанг/Каенгкой. Втім, коли за два десятиліття розпочали спорудження потужної ТЕС Каенгкой II, виникла необхідність наростити поставки ресурсу. Як наслідок, у 2006-му ввели в дію газопровід Вангной – Каенгкой завдовжки 72 км, з діаметром 900 мм і пропускною здатністю 14,7 млн м3 на добу.
Ресурс до газопроводу первісно надходив із газового хабу Вангной, до якого блакитне паливо подавали через трубопроводи Бангпаконг – Вангной та Ратчабурі – Вангной. В 2015-му став до ладу Четвертий трубопровід, що подає ресурс з узбережжя Сіамської затоки (передусім отриманий через термінал для імпорту ЗПГ Мап-Та-Пхут). Кінцева точка маршруту Четвертого трубопроводу знаходиться приблизно посередині траси Вангной – Каенгкой, що дозволяє як продовжувати транспортувати ресурс на північний схід у напрямку Каенгкой, так і подавати його до хабу Вангной по реверсованій південно-західній ділянці (при цьому із Вангной можлива видача ресурсу до газопроводу Вангной – Накхонсаван, реверсованого газопроводу Ратчабурі – Вангной та до ряду об’єктів електроенергетики, зокрема, ТЕС Вангной та ТЕС Утай).
З 2018-го стало можливим передавати ресурс до газопроводу WK5 – Накхонратчасіма, який починається на клапанній станції №5 трубопроводу Вангной – Каенгкой, що знаходиться приблизно посередині між місцем приєднання Четвертого трубопроводу та Каенгкой.
Окрім зазначеної вище ТЕС Каенгкой II, від Вангной – Каенгкой живиться інша потужна ТЕС Нонсаенг. 